# Edifici d'habitatges de La Caixa
L'Edifici d'habitatges de La Caixa és una obra de Tarragona protegida com a Bé Cultural d'Interès Local.

## Descripció
Edifici xamfrà entre la Rambla i el c/ Cristòfor colom, de planta baixa i sis pisos d'alçada i torre de planta quadrada. És característic de l'arquitectura de la postguerra, en la que s'utilitzaven elements clàssics, com el frontó i la cornisa, tot i ser d'època posterior al racionalisme. Combina la pedra amb l'obra de maons vistos.
Les escultures de la façana són de Martorell.